# Облепиха (посёлок)
Облепиха — посёлок при станции в Тайшетском районе Иркутской области России. Входит в состав Разгонского муниципального образования. Находится примерно в 40 км к юго-востоку от районного центра.

## Население
По данным Всероссийской переписи, в 2010 году в посёлке при станции проживали 233 человека (111 мужчин и 122 женщины).